# 구례 화엄사 올벚나무
구례 화엄사 올벚나무(求禮 華嚴寺 올벚나무)는 전라남도 구례군 마산면 황전리, 화엄사에 있는 올벚나무이다. 1962년 12월 7일 대한민국의 천연기념물 제38호 '화엄사의 올벚나무'로 지정되었다가, 2008년 현재의 명칭으로 변경되었다.

## 개요
올벚나무는 황해도, 지리산, 보길도 및 제주도에서 자란다. 꽃이 잎보다 먼저 피고 다른 벚나무보다 일찍 꽃이 피기 때문에 올벚나무라고 부른다.
화엄사의 올벚나무는 나이가 약 300살 정도로 추정되며, 높이 12m, 뿌리부분 둘레 4.42m이다. 병자호란(1636) 이후 인조(재위 1623∼1649)는 오랑캐에게 짓밟혔던 기억을 되새기며 전쟁에 대비하고자 활을 만드는데 쓰이는 벚나무를 많이 심게 했다. 당시 화엄사의 벽암스님도 그 뜻에 찬성하여 주변에 올벚나무를 많이 심었는데, 그 중의 한 그루가 살아남은 것이다.
화엄사의 올벚나무는 나라를 지키려는 조상들의 의지가 담겨있는 나무이며, 생물학적 자료로서도 가치가 높아 천연기념물로 지정하여 보호하고 있다.

## 같이 보기
- 올벚나무

## 참고 도서
- 문화재청, 《문화재이야기여행 천연기념물 100선 보관됨 2016-08-28 - 웨이백 머신》, pp142-146, 2016-03-31

## 참고 자료
- 구례 화엄사 올벚나무 - 국가유산청 국가유산포털